# Sibuhuan Jae
Sibuhuan Jae is een bestuurslaag in het regentschap Padang Lawas van de provincie Noord-Sumatra, Indonesië. Sibuhuan Jae telt 688 inwoners (volkstelling 2010).